# Paula Patiño
Paula Andrea Patiño Bedoya (* 29. März 1997 in La Ceja) ist eine kolumbianische Radrennfahrerin.

## Sportlicher Werdegang
Patiño fing im Alter von 13 Jahren mit dem Radsport an und wurde von Hernando Gaviria, dem Vater von Fernando Gaviria, trainiert. 2014 wurde sie kolumbianische Junioren-Meisterin im Straßenrennen. Darüber hinaus gelangen ihr in der Anfangszeit mehrere Erfolge auf der Bahn, darunter 2014 eine Goldmedaille bei den Panamerika-Meisterschaften der Junioren im Scratch. 2015 kamen Silber in der Mannschaftsverfolgung und Bronze im Scratch hinzu.
Ab 2017 konzentrierte sie sich auf den Straßenradsport und gewann bei den Bolivarischen Spielen die Bronzemedaille. 2017 und 2018 gelang ihr je ein Etappensieg in der Vuelta a Colombia Femenina.
2017 und 2018 war Patiño Stipendiatin am Centre Mondial du Cyclisme, was ihr eine Teilnahme an Rennen in Europa ermöglichte. In der Folge erhielt sie einen Profi-Vertrag bei Movistar. Seitdem fuhr sie insbesondere als Helferin von Annemiek van Vleuten, eigene Siege auf WorldTour-Niveau blieben ihr bislang versagt. Im Straßenrennen der Panamerikanischen Meisterschaften 2019, das von Elite und U23 zugleich bestritten wurde, kam sie als Fünfte ins Ziel und gewann so die Silbermedaille der U23. 2021 und 2023 belegte sie bei den kolumbianischen Meisterschaften im Straßenrennen jeweils den zweiten Platz, 2024 gewann sie erstmals.
Patiño nahm an den olympischen Straßenrennen 2020 und 2024 teil und vertrat ihr Land von 2017 bis 2024 jedes Jahr bei den Straßenradsport-Weltmeisterschaften, wo sie 2019 mit dem 20. Platz ihr bestes Ergebnis erzielte. Sie fuhr die Tour de France Femmes 2022 und 2023 sowie mehrfach den Giro d’Italia Donne, wo sie 2020 mit dem 8. Platz in die Top 10 kam.

## Erfolge
2014
- Kolumbianische Meisterin – Straßenrennen (Junioren)
- Panamerika-Meisterin – Scratch (Junioren)

2015
- Panamerika-Meisterschaften – Einzelzeitfahren (Junioren)
- Panamerika-Meisterschaften – Mannschaftszeitfahren (Junioren)
- Panamerika-Meisterschaften – Scratch (Junioren)

2017
- eine Etappe Vuelta a Colombia Femenina
- Bolivarische Spiele – Straßenrennen

2018
- eine Etappe Vuelta a Colombia Femenina

2019
- Panamerika-Meisterschaften – Straßenrennen (U23)

2024
- Kolumbianische Meisterin – Straßenrennen